# SEAT León Eurocup

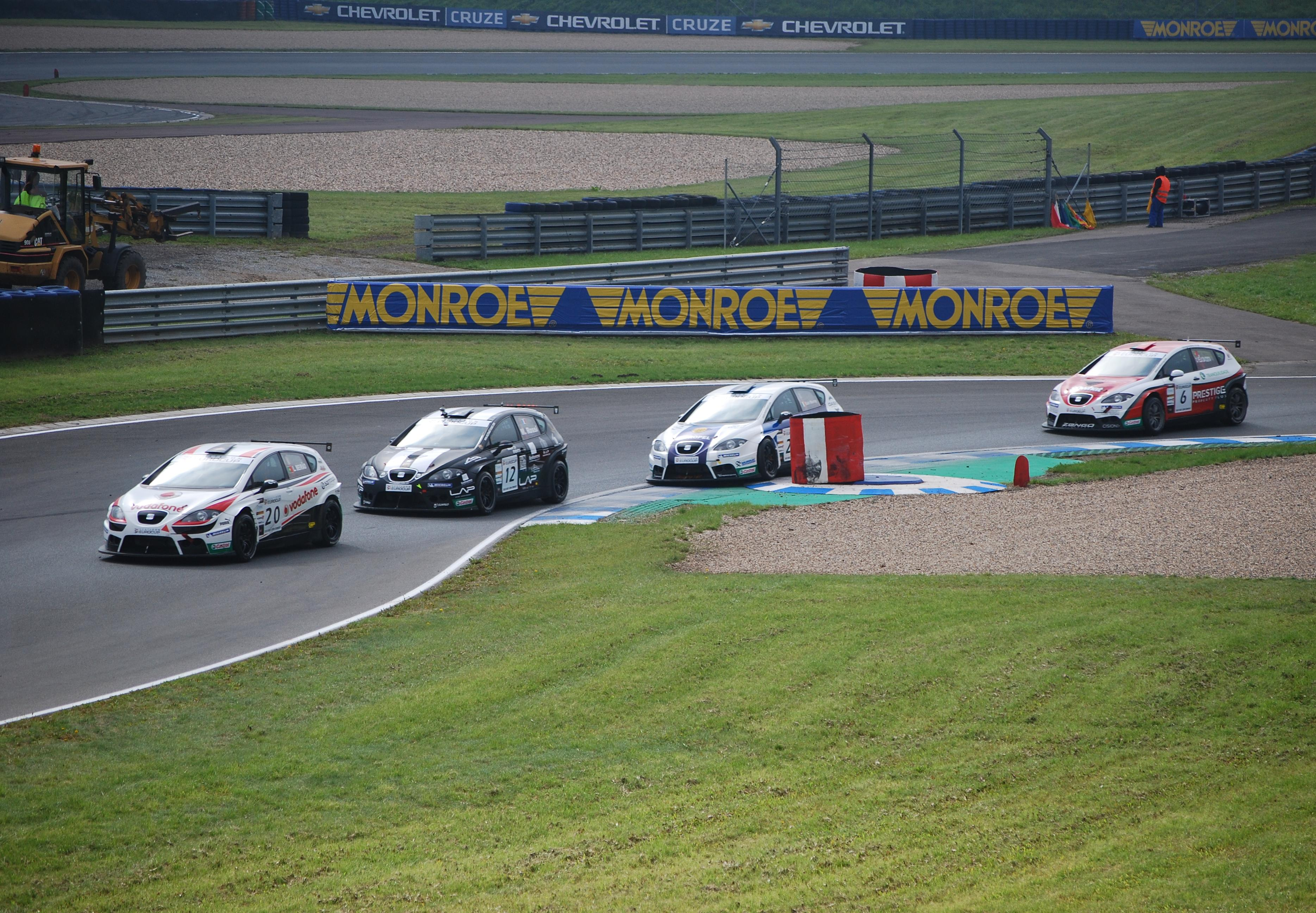
SEAT León Eurocup på Motorsport Arena Oschersleben 2010.

SEAT León Eurocup var ett europeiskt standardvagnsmästerskap som startades av SEAT Sport år 2008 och lades ned efter säsongen 2010. Mästerskapet var en så kallad enhetsklass, vilket innebär att alla deltagare tävlade med samma modell, i detta fallet SEAT León.

## Bakgrund
Mästerskapet startades år 2008 som en supportklass till World Touring Car Championship, där SEAT själva var en av de ledande märkena. SEAT León Eurocup användes som en slags instegsklass till WTCC och den förare som tog flest poäng under varje tävlingshelg fick chansen att köra nästa deltävling i WTCC för SEAT-teamet SUNRED Engineering i en SEAT León TFSI. Mästerskapsvinnaren fick även köra European Touring Car Cup, som då endast bestod av en tävlingshelg, i slutet av tävlingsåret. SEAT León Eurocup skapades ur den nationella klassen SEAT León Supercopa, som hade körts i Storbritannien, Spanien, Tyskland och Turkiet sedan år 2003.

## Bilen
Mästerskapet använde sig av samma modell som först användes i SEAT León Supercopa Spain år 2006. De var framhjulsdrivna med en fyrcylindrig tvåliters turbomotor på 220 kilowatt med dubbla överliggande kamaxlar. År 2009 kostade en bil cirka 63 000 euro och kördes på Pirellidäck.

## En tävlingshelg
SEAT León Eurocups tävlingshelger, som gick tillsammans med WTCC, bestod av två fria träningspass på trettio minuter var, därefter ett kval på trettio minuter och sist två race på 50-70 kilometer. Maxtiden på dessa var satt till trettio minuter. Startpositionerna i det första racet bestämdes utifrån tiderna i kvalet, medan man i det andra startade på de platser förarna fick i det första, men med omvänd startordning på de åtta främst placerade.

## Säsonger
| År   | Mästare           |
| ---- | ----------------- |
| 2008 | Oscar Nogués      |
| 2009 | Norbert Michelisz |
| 2010 | Gábor Wéber       |